# Jack Stirling
Jack Burns Stirling (Beaver Falls, 16 novembre 1917 – Rochester, 27 settembre 1970) è stato un cestista statunitense, professionista nella NBL.

## Carriera
Giocò per due stagioni nella NBL, disputando complessivamente 18 partite con 2,2 punti di media.